# سودجوی جنگ

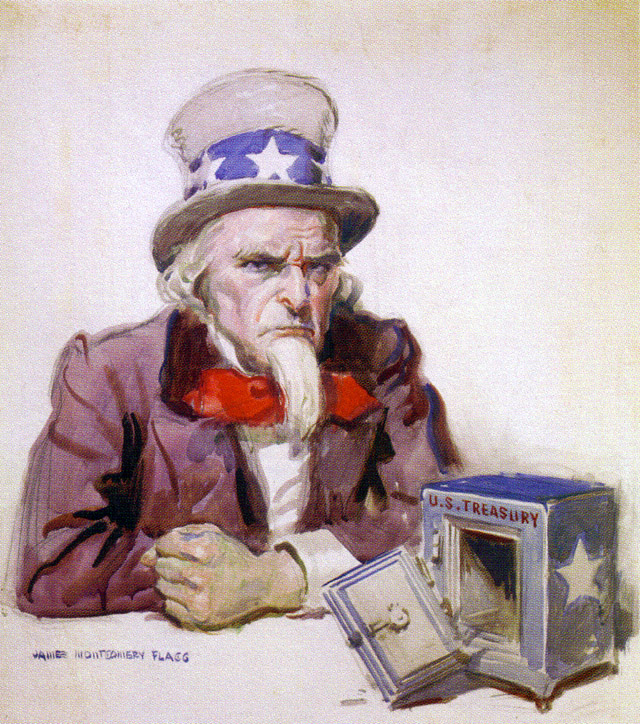
تصویرسازی «عمو سام با خزانه خالی» پس از جنگ جهانی اول

سودجوی جنگ (انگلیسی: War profiteering) هر شخص یا سازمانی است که سود غیرمنطقی از جنگ یا با فروش سلاح و سایر کالاها به طرف‌های درگیر در جنگ به دست می‌آورد. این اصطلاح معمولاً بار معنایی منفی شدیدی دارد. سودجویی عمومی، که به عنوان سودی بیش از حد یا غیرمنطقی مورد انتقاد قرار می‌گیرد، در زمان صلح نیز رخ می‌دهد. نمونه‌ای از سودجویان جنگ، میلیونرهای «بی‌کیفیت» بودند که گفته می‌شود در طول جنگ داخلی آمریکا کفش‌های پشمی و مقوایی بازیافتی را به سربازان می‌فروختند. برخی استدلال کرده‌اند که شرکت‌های بزرگ دفاعی مدرن از جمله لاکهید مارتین، میتسوبیشی، بوئینگ، بی‌ای‌ئی سیستمز، جنرال داینامیکس و آرتی‌اکس کورپوریشن در دوران پس از ۱۱ سپتامبر با این توصیف مطابقت دارند. این استدلال مبتنی بر نفوذ سیاسی صنایع جنگ‌افزاری و صنعت دفاعی است، به عنوان مثال در سال ۲۰۱۰، صنعت دفاعی ایالات متحده ۱۴۴ میلیون دلار برای لابی‌گری با دولت ایالات متحده هزینه کرد و بیش از ۲۲٫۶ میلیون دلار به نامزدهای کنگره اهدا کرد، همچنین می‌توان به سودهای کلانی که سهامداران شرکت‌های دفاعی در دوره پس از ۱۱ سپتامبر کسب کردند، اشاره کرد.